# Die Wannseekonferenz (2001)
Die Wannseekonferenz (Originaltitel: Conspiracy) ist ein amerikanisch-britisches Filmdrama aus dem Jahr 2001. Der Film zeigt auf dokumentarische Weise die am 20. Januar 1942 durchgeführte Wannseekonferenz, während der die „Endlösung der Judenfrage“ besprochen wurde.
Der Film wurde von BBC und HBO produziert.

## Handlung
Am 20. Januar 1942 treffen sich 15 Vertreter der SS und der deutschen Ministerien und Ämter zu einer geheimen Konferenz, die in Berlin in der Villa am Großen Wannsee stattfindet. Der SS-Obersturmbannführer Adolf Eichmann ist mit der Vorbereitung der Konferenz und der Protokollführung betraut worden. Er lässt ein Buffet und Getränke auffahren, bevor die Teilnehmer der Konferenz nacheinander in der Villa eintreffen. Als letztes trifft der SS-Obergruppenführer Reinhard Heydrich ein, der zu der Konferenz eingeladen hat und diese leitet.
Zu Beginn der Konferenz verliest Heydrich ein Ermächtigungsschreiben des Reichsmarschalls Hermann Göring, der Heydrich mit der „Endlösung der Judenfrage“ beauftragt hat. Heydrich versteht seinen Auftrag so, dass es in Deutschland und in den von Deutschland besetzten Gebieten künftig keine Juden mehr geben soll.
Es werden Einzelheiten der Nürnberger Gesetze erläutert sowie die Möglichkeiten einer Sterilisation, um zu verhindern, dass die Juden Kinder zeugen können. Jedoch spricht Heydrich immer wieder von „Evakuierungen“, und es stellt sich im Laufe der Konferenz heraus, dass die SS schon längst die Massenvernichtung der Juden vorbereitet hat. Heydrich nutzt die Konferenz, um bei den Anwesenden Kooperationsbereitschaft zu erzwingen. Diejenigen, die Bedenken äußern, werden von ihm in der Pause bei einem Gespräch unter vier Augen „zurechtgerückt“. Die Konferenz endet damit, dass alle Anwesenden einem Völkermord zustimmen, der in der Geschichte der modernen Welt tiefste Spuren hinterlassen wird.
Als nach der Konferenz Heydrich, Eichmann und der SS-Gruppenführer Heinrich Müller noch beisammensitzen, erzählt Heydrich von der Geschichte, die ihm Friedrich Wilhelm Kritzinger während der Pause erzählt hat, in der es um einen Mann geht, der beim Tod seines verhassten Vaters mehr Trauer empfand als beim Tod seiner geliebten Mutter, da der Hass auf den Vater sein ganzes Leben erfüllt hatte. Kritzinger wollte mit dieser Geschichte davor warnen, dem Hass auf die Juden alles unterzuordnen. Heydrich sagt dazu abschließend „Ich werde sie nicht vermissen“.
Am Schluss des Filmes (hinterlegt mit dem zweiten Satz des Streichquintetts von Franz Schubert) wird der Zuschauer darüber aufgeklärt, was mit den Teilnehmern der Konferenz später geschehen ist. Die Filmhandlung orientiert sich an dem einzig vorhandenen Protokoll der Wannseekonferenz. Alle anderen Protokollabschriften wurden damals vernichtet, da die Konferenz offiziell nie stattgefunden hat.

## Produktion

### Weitere Verfilmungen
Die Wannseekonferenz wurde bereits 1984 in einer deutschen Produktion verfilmt. Im Jahr 2022 wurde eine weitere Version anlässlich des 80. Jahrestages der Wannseekonferenz veröffentlicht.

### Drehorte
Gedreht wurde die US-amerikanisch-britische Produktion in Berlin, auch am Originalschauplatz im „Haus der Wannseekonferenz“ (Am Großen Wannsee 56–58, Zehlendorf), sowie in London.

### Synchronisation
- Reinhard Heydrich: Ulrich Matthes
- Adolf Eichmann: Lutz Mackensy
- Wilhelm Kritzinger: Udo Schenk
- Georg Leibbrandt: Bernd Vollbrecht
- Heinrich Müller: Hubertus Bengsch
- Otto Hofmann: Bodo Wolf
- Gerhard Klopfer: Roland Hemmo
- Karl Eberhard Schöngarth: David Nathan
- Rudolf Lange: Dietmar Wunder
- Alfred Meyer: Detlef Bierstedt
- Erich Neumann: Uwe Büschken
- Josef Bühler: Patrick Winczewski
- Roland Freisler: Helmut Gauß
- Wilhelm Stuckart: Tom Vogt
- Martin Luther: Klaus-Dieter Klebsch
- Erzähler: Christian Rode

## Kritiken
TV 14 (13/2006) schrieb, der Film sei „beklemmend authentisch“.
Christopher Null bezeichnete den Film auf www.filmcritic.com als „gruselig“, aber nicht immer „erleuchtend.“
Der Tagesspiegel schrieb in seiner Filmrezension: „So richtig scheint es nicht zu passen, dass Heydrich durch Kenneth Branagh ein menschliches Antlitz bekommt. Das kann Branagh freilich nicht vorgeworfen werden. Im Gegenteil: Für seine schauspielerische Leistung erhielt er zu Recht einen Emmy Award.“
Die Schwäbische Zeitung lobt die schauspielerischen Leistungen von Kenneth Branagh, der „den kaltschnäuzigen Heydrich mit zynischem Lächeln und blauen Eisaugen“ spiele, und Stanley Tucci als SS-Offizier Adolf Eichmann, der „den Charakter mit bemerkenswert sparsamer Mimik und Gestik auf den Punkt“ bringe.

## Auszeichnungen

### Emmy Award
Kenneth Branagh und Loring Mandel gewannen im Jahr 2001 den Emmy Award. Der Film erhielt acht weitere Nominierungen für den Emmy Award, darunter für Stanley Tucci und Colin Firth.

### Golden Globe
Stanley Tucci gewann im Jahr 2002 den Golden Globe. Kenneth Branagh und der Film als Bester Fernsehfilm wurden für den gleichen Preis nominiert.

### BAFTA Award
Das Produktionsteam gewann 2003 den BAFTA Award, Kenneth Branagh wurde für den BAFTA Award nominiert.

### Weitere Auszeichnungen
- Der Film wurde 2002 dreimal für den Golden Satellite Award nominiert: Bester Fernsehfilm, Colin Firth und Stanley Tucci.
- Frank Pierson gewann 2002 den Directors Guild of America Award.
- Loring Mandel gewann 2002 den Writers Guild of America Award.